# AC Sparta Praha 2017/2018
Tento článek se podrobně zabývá událostmi ve fotbalovém klubu AC Sparta Praha v sezoně 2017/18 a jeho působení v 1. lize, MOL Cupu a Evropské lize. Sparta se v předchozím ročníku umístila na 3. místě a zajistila si tak start ve 3. předkole Evropské ligy.

## Sezona
Trenéru Petru Radovi nebyla prodloužena smlouva a den po posledním zápase sezony 2016/17 byl oznámen nový trenér pro nadcházející roky a stal se jím Ital Andrea Stramaccioni a tímto krokem započal velkolepý sparťanský projekt „internacionalizace“. Technickým vedoucím týmu byl Řek Leonidas Vokolos, asistenty trenéra Čech Radoslav Kováč a Italové Roberto Muzzi a Omar Danesi. Po příchodu Stramaccioniho začaly velké změny v kádru. Odešli Ondřej Mazuch, Mario Holek, Matěj Hybš, Tiémoko Konaté, Aleš Čermák, Marek Štěch, Petr Jiráček, Daniel Holzer a další. Nové posily byly pouze cizinci – Vukadin Vukadinović a Srđan Plavšić (Srbsko), Eldar Ćivić (Bosna a Hercegovina), Lukáš Štetina a Martin Dúbravka (Slovensko), Marc Janko (Rakousko), Tal Ben Chajim (Izrael), Semih Kaya (Turecko), Georges Mandjeck (Kamerun) a Rio Mavuba (Francie). Posily stály celkem 267,3 milionu korun. Posily budily pozornost i velkolepými platy – turecký stoper Semih Kaya měl brát až 3,7 milionu korun, izraelská hvězda Tal Ben Chaim 3 miliony. V prvním ostrém zápase (3. předkolo Evropské ligy) ale hvězdami nabitá sestava prohrála na hřišti CZ Bělehrad 0:2 a poté, co v domácí odvetě prohrála 0:1, z Evropské ligy vypadla. V domácím poháru se Spartě také nedařilo, už v osmifinále vypadla s Ostravou. V lize se také Spartě nedařilo podle představ. Po podzimní části byla na 5. místě tabulky s 18 bodovou ztrátou na suverénní Plzeň a začala se řešit budoucnost trenéra Stramaccioniho, majitel Sparty Daniel Křetínský ale italskému trenérovi dal důvěru. Během zimní přestávky přišly další posily. Rumuni Nicolae Stanciu z Anderlechtu a Florin Niță z FCSB, Gaboňan Guélor Kanga z Crvene Zvezdy a na hostování přišel Mihajlo Ristić z Krasnodaru. Sparta s novými posilami vstoupila do jarní části dobře, když porazila Liberec 2:0. V dalších utkáních ale přišly remízy se Slováckem (1:1) a s Brnem (1:1). Další den italská média psala o odvolání trenéra Stramaccioniho. Andrea Stramaccioni byl oficiálně odvolán 6. března 2018 a novým trenérem se stal Pavel Hapal.

## Soupiska
| Číslo | Pozice | Nár.                | Hráč                 | Datum narození a věk       | 2017/18 | 2017/18 | 2017/18 | 2017/18 | 2017/18   |
| Číslo | Pozice | Nár.                | Hráč                 | Datum narození a věk       | Z       | Gól     | A       |         | Vyloučení |
| ----- | ------ | ------------------- | -------------------- | -------------------------- | ------- | ------- | ------- | ------- | --------- |
| 1     | B      | Slovensko           | Martin Dúbravka      | 15. ledna 1989 (29 let)    | 15      | 0       | 0       | 2       | 0         |
| 1     | B      | Rumunsko            | Florin Niță          | 3. července 1987 (30 let)  | 14      | 0       | 0       | 1       | 0         |
| 2     | O      | Turecko             | Semih Kaya           | 24. února 1991 (27 let)    | 9       | 0       | 0       | 0       | 0         |
| 3     | O      | Česko               | Michal Kadlec        | 13. prosince 1984 (33 let) | 10      | 0       | 0       | 1       | 0         |
| 4     | O      | Bosna a Hercegovina | Eldar Ćivić          | 28. května 1996 (22 let)   | 6       | 1       | 1       | 4       | 1         |
| 7     | Ú      | Španělsko           | Néstor Albiach       | 18. srpna 1992 (25 let)    | 5       | 0       | 0       | 0       | 0         |
| 7     | O      | Srbsko              | Mihailo Ristić       | 31. října 1995 (22 let)    | 2       | 0       | 0       | 0       | 0         |
| 8     | O      | Česko               | David Hovorka        | 7. srpna 1993 (24 let)     | 20      | 1       | 0       | 4       | 0         |
| 9     | Z      | Gabon               | Guélor Kanga         | 1. září 1990 (27 let)      | 14      | 4       | 0       | 2       | 0         |
| 10    | Z      | Česko               | Tomáš Rosický        | 4. října 1980 (37 let)     | 12      | 1       | 0       | 1       | 0         |
| 10    | Z      | Rumunsko            | Nicolae Stanciu      | 7. května 1993 (25 let)    | 14      | 6       | 2       | 1       | 0         |
| 11    | Ú      | Izrael              | Tal Ben Chaim        | 5. srpna 1989 (28 let)     | 21      | 0       | 2       | 1       | 0         |
| 11    | Z      | Česko               | Lukáš Mareček        | 17. dubna 1990 (28 let)    | 17      | 0       | 0       | 4       | 0         |
| 14    | Ú      | Česko               | Václav Kadlec        | 20. května 1992 (26 let)   | 23      | 6       | 2       | 3       | 0         |
| 15    | Z      | Kamerun             | Georges Mandjeck     | 9. prosince 1988 (29 let)  | 13      | 0       | 0       | 5       | 0         |
| 16    | Z      | Česko               | Michal Sáček         | 19. září 1996 (21 let)     | 21      | 0       | 1       | 4       | 0         |
| 17    | Z      | Česko               | Martin Frýdek        | 24. března 1992 (26 let)   | 24      | 1       | 2       | 5       | 0         |
| 19    | O      | Slovensko           | Lukáš Štetina        | 28. července 1991 (26 let) | 26      | 1       | 2       | 4       | 0         |
| 20    | Ú      | Česko               | Václav Drchal        | 25. července 1999 (18 let) | 3       | 1       | 0       | 0       | 0         |
| 21    | Ú      | Česko               | David Lafata         | 18. září 1981 (36 let)     | 25      | 5       | 1       | 1       | 0         |
| 22    | Ú      | Srbsko              | Srđan Plavšić        | 3. prosince 1995 (22 let)  | 21      | 2       | 1       | 5       | 0         |
| 23    | Ú      | Česko               | Josef Šural          | 30. května 1990 (28 let)   | 25      | 10      | 3       | 4       | 0         |
| 24    | Z      | Francie             | Rio Mavuba           | 8. března 1984 (34 let)    | 14      | 0       | 0       | 1       | 0         |
| 25    | Z      | Česko               | Jiří Kulhánek        | 8. března 1996 (22 let)    | 13      | 0       | 3       | 1       | 0         |
| 26    | O      | Zimbabwe            | Costa                | 6. ledna 1986 (32 let)     | 16      | 0       | 1       | 4       | 1         |
| 28    | O      | Česko               | Ondřej Zahustel      | 18. června 1991 (27 let)   | 29      | 3       | 3       | 1       | 0         |
| 30    | Ú      | Česko               | Lukáš Juliš          | 2. prosince 1994 (23 let)  | 3       | 0       | 0       | 0       | 0         |
| 32    | Z      | Bosna a Hercegovina | Zinedin Mustedanagić | 1. srpna 1998 (19 let)     | 2       | 0       | 0       | 0       | 0         |
| 33    | B      | Česko               | Tomáš Koubek         | 26. srpna 1992 (25 let)    | 4       | 0       | 0       | 0       | 0         |
| 35    | B      | Česko               | David Bičík          | 4. června 1981 (37 let)    | 1       | 0       | 0       | 0       | 0         |
| 39    | O      | Rusko               | Vjačeslav Karavajev  | 20. května 1995 (23 let)   | 7       | 0       | 0       | 0       | 0         |
| 49    | Ú      | Rakousko            | Marc Janko           | 25. června 1983 (35 let)   | 8       | 2       | 0       | 1       | 0         |
| 69    | Z      | Česko               | Lukáš Vácha          | 13. května 1989 (29 let)   | 1       | 0       | 0       | 1       | 0         |
| 77    | Ú      | Francie             | Jonathan Biabiany    | 28. dubna 1988 (30 let)    | 16      | 0       | 1       | 0       | 0         |
| 88    | Z      | Rumunsko            | Bogdan Vătăjelu      | 24. dubna 1993 (25 let)    | 22      | 1       | 5       | 2       | 0         |

Poznámky
- V tabulce jsou započítána utkání v lize, poháru a Evropské lize.
- Zaznamenáni jsou pouze hráči, kteří si připsali alespoň jeden start.
- Tal Ben Chaim nastupoval v podzimní části sezony s číslem 9, po příchodu Guélora Kangy si vzal číslo 11.
- Michal Sáček v prvním utkání ligy nesl číslo 6.
- Eldar Ćivić a Costa obdrželi červenou kartu po druhé žluté kartě, v tabulce jsou tato utkání zanesena jako 2ŽK + 1ČK.
- Věk je uveden k poslednímu dni sezony, tj. 30. červnu 2018.

## Liga
| 1 30. července 2017 | AC Sparta Praha         | 1 : 1 | Bohemians Praha 1905                                 | Letná, Praha                                                                 |  |
| 19:00 | David Lafata 16' (pen.) | [ 9 ] | 15' Lukáš Hůlka 88' Michal Šmíd 90'+1' Martin Dostál | Diváci: 16 724 Rozhodčí: Pavel Julínek AR: Zdeněk Dobrovolný, Petr Antoníček |  |
| Poznámky: AC Sparta Praha: Dúbravka – Ćivić, Mareček, Kaya (45. Štetina), Karavajev – Ben Chaim (70. Rosický), Mavuba, Mandjeck, Plavšić – Juliš, Lafata (C) (84. Janko). Trenér Stramaccioni Bohemians Praha 1905: Fryšták – Kocić, Šmíd, Hůlka, M. Dostál – Bartek, Švec (82. Jirásek), Mašek, Jindřišek (C), Vaníček (69. Kuchta) – Tetteh (63. Kabajev). Trenér Hašek st. |                         |       |                                                      |                                                                              |  |

| 2 7. srpna 2017 | FK Mladá Boleslav     | 0 : 1  | AC Sparta Praha                                      | Městský stadion, Mladá Boleslav                                  |  |
| 17:00 | Patrizio Stronati 26' | [ 10 ] | 28' David Lafata 54' Eldar Ćivić 90'+2' Michal Sáček | Diváci: 5 000 Rozhodčí: Jan Jílek AR: Petr Blažej, Zdeněk Arnošt |  |
| Poznámky: AC Sparta Praha: Koubek – Ćivić, Štetina, Mareček, Zahustel – Ben Chaim (71. Plavšić), Sáček, Frýdek (64. Rosický), Mandjeck, Biabiany (79. Karavajev) – Lafata (C). Trenér Stramaccioni FK Mladá Boleslav: Vejmola – Fleišman, Stronati, da Silva, Čmovš (74. Babalj) – Jánoš (72. J. Rada), Takács – Přikryl, Matějovský (C), Pauschek – Komličenko (64. Mareš). Trenér Uhrin |                       |        |                                                      |                                                                  |  |

| 3 13. srpna 2017 | FC Slovan Liberec | 1 : 1  | AC Sparta Praha | Stadion U Nisy, Liberec                                                   |  |
| 18:00 | Ondřej Kúdela 30' Ondřej Kúdela 55' Milan Kerbr 55' Petr Ševčík 55' Milan Kerbr 57' Radim Breite 63' Vladimír Coufal 82' | [ 11 ] | 18' Michal Sáček 27' Martin Frýdek 49' Georges Mandjeck 58' Tal Ben Chaim 61' Eldar Ćivić 71' Eldar Ćivić 82' Tomáš Rosický | Diváci: 9 800 Rozhodčí: Miroslav Zelinka AR: Jakub Hrabovský, Matěj Vlček |  |
| Poznámky: AC Sparta Praha: Koubek – Ćivić, Štetina, Mareček, Zahustel – Ben Chaim (80. Janko), Frýdek, Sáček (66. Rosický), Mandjeck, Biabiany – Lafata (C) (73. Jo. Šural). Trenér Stramaccioni FC Slovan Liberec: Kolář – Kerbr, Karafiát, Kúdela, Coufal (C) – Ševčík, Breite, Mikula, Folprecht (90. Voltr), Malinský (46. Graiciar) – Potočný. Trenér Trpišovský | |        | |                                                                           |  |

| 4 18. srpna 2017 | AC Sparta Praha  | 1 : 0  | 1. FC Slovácko                                                | Letná, Praha                                                           |  |
| 20:15 | David Lafata 60' | [ 12 ] | 24' Petr Reinberk 85' Stanislav Hofmann 88' Vlastimil Daníček | Diváci: 11 696 Rozhodčí: Pavel Královec AR: Ivo Nádvorník, Kamil Hájek |  |
| Poznámky: AC Sparta Praha: Koubek – Costa, Hovorka, Mareček, Zahustel – Ben Chaim (72. Frýdek), Mavuba (70. Mandjeck), Lafata (C) (82. V. Kadlec), Sáček, Biabiany – Jo. Šural. Trenér Stramaccioni 1. FC Slovácko: Heča – Divíšek, Šimko, Hofmann, Reinberk – Šumulikoski (C) (70. Jak. Rezek), Daníček – Havlík, Machalík (62. Sadílek), Navrátil – Zajíc (80. Kubala). Trenér Levý |                  |        |                                                               |                                                                        |  |

| 5 26. srpna 2017 | FC Zbrojovka Brno                                                                   | 2 : 0  | AC Sparta Praha                   | MFS Srbská, Brno                                                 |  |
| 17:00 | Jan Polák 22' Petr Pavlík 44' Lukáš Vraštil 47' Lukáš Vraštil 58' Lukáš Vraštil 67' | [ 13 ] | 13' Lukáš Mareček 65' Lukáš Vácha | Diváci: 9 800 Rozhodčí: Radek Příhoda AR: Jan Paták, Petr Blažej |  |
| Poznámky: AC Sparta Praha: Koubek – Costa, Mareček, Hovorka, Zahustel (46. Vătăjelu) – Ben Chaim, Mandjeck (43. Sáček), Jo. Šural, Vácha (70. Janko), Biabiany – Lafata (C). Trenér Stramaccioni FC Zbrojovka Brno: Melichárek (C) – Ja. Šural, Kijanskas, Pavlík, Vraštil – Sedlák, Polák – Lutonský, Pilík (76. Kratochvíl), Přichystal (70. Jovanović) – Koné (54. Mich. Škoda). Trenér Přerost |                                                                                     |        |                                   |                                                                  |  |

| 6 10. září 2017 | AC Sparta Praha                     | 2 : 0  | MFK Karviná | Letná, Praha                                                       |  |
| 18:00 | Tomáš Rosický 17' David Hovorka 55' | [ 14 ] |             | Diváci: 9 320 Rozhodčí: Martin Nenadál AR: Zdeněk Koval, Jiří Kříž |  |
| Poznámky: AC Sparta Praha: Dúbravka – Costa, Hovorka, Mareček, Zahustel – Jo. Šural (61. V. Kadlec), Sáček (58. Frýdek), Rosický (86. Plavšić), Mandjeck, Biabiany – Lafata (C). Trenér Stramaccioni MFK Karviná: Berkovec – Eismann (C) (55. Štepanovský), Hošek, Košťál, Moravec – Janečka (73. Smrž), Panák – Letić, Budínský (69. Weber), Kalabiška – Ramirez. Trenér Weber |                                     |        |             |                                                                    |  |

| 7 17. září 2017 | SK Slavia Praha                                                            | 2 : 0  | AC Sparta Praha                                            | Eden, Praha                                                           |  |
| 18:00 | Jan Bořil 9' Michael Ngadeu-Ngadjui 42' Milan Škoda 71' Josef Hušbauer 90' | [ 15 ] | 40' Lukáš Mareček 53' Georges Mandjeck 87' Costa 89' Costa | Diváci: 19 084 Rozhodčí: Jan Jílek AR: Petr Blažej, Zdeněk Dobrovolný |  |
| Poznámky: 288. derby AC Sparta Praha: Dúbravka – M. Kadlec, Costa, Mareček, Zahustel – Biabiany (83. Sáček), Frýdek, Rosický (C) (79. Lafata), Mandjeck, Ben Chaim (74. Jo. Šural) – V. Kadlec. Trenér Stramaccioni SK Slavia Praha: Laštůvka – Sobol, Deli, Jugas, Bořil – Rotaň (90. Souček), Ngadeu-Ngadjui – Stoch, Hušbauer, van Buren (71. Zmrhal) – Mil. Škoda (C) (85. Necid). Trenér Šilhavý |                                                                            |        |                                                            |                                                                       |  |

| 8 24. září 2017 | AC Sparta Praha                                                        | 3 : 0  | FK Teplice                                                     | Letná, Praha                                                            |  |
| 18:00 | Václav Kadlec 16' David Lafata 45' Václav Kadlec 57' David Hovorka 58' | [ 16 ] | 28' Jan Rezek 46' Jan Krob 56' Tomáš Kučera 78' Marek Červenka | Diváci: 7 974 Rozhodčí: Petr Ardeleánu AR: Jiří Moláček, Tomáš Mokrusch |  |
| Poznámky: AC Sparta Praha: Dúbravka – M. Kadlec, Štetina, Hovorka, Zahustel – Vătăjelu (70. Plavšić), Mareček, Mavuba, Biabiany (56. Ben Chaim) – Lafata (C), V. Kadlec (80. Frýdek). Trenér Stramaccioni FK Teplice: Grigar – Krob, Ljevaković (C), Jeřábek, Vondrášek – Kučera, Král – Hyčka (63. Vošahlík), Jan Rezek (83. Trubač), Fillo – Vaněček (72. Červenka). Trenér Šmejkal |                                                                        |        |                                                                |                                                                         |  |

| 9 30. září 2017 | FK Dukla Praha                                                                  | 0 : 0  | AC Sparta Praha | Stadion Juliska, Praha                                                  |  |
| 20:00 | Branislav Milošević 47' Jakub Podaný 58' Jan Holenda 84' Patrik Brandner 90'+1' | [ 17 ] |                 | Diváci: 6 547 Rozhodčí: Karel Hrubeš AR: Jakub Hrabovský, Zdeněk Arnošt |  |
| Poznámky: AC Sparta Praha: Dúbravka – M. Kadlec, Štetina, Hovorka, Zahustel – Vătăjelu (60. Rosický), Mavuba (83. Plavšić), Mareček, Biabiany – V. Kadlec, Lafata (C) (71. Jo. Šural). Trenér Stramaccioni FK Dukla Praha: F. Rada (C) – Podaný, Jiránek, Ostojić, Kušnír – Tetour, Milošević – Preisler (87. Brandner), Holík (83. Bezpalec), Schranz (79. Koreš) – Holenda. Trenér Hynek |                                                                                 |        |                 |                                                                         |  |

| 10 15. října 2017 | AC Sparta Praha   | 0 : 1  | FC Viktoria Plzeň                                                                                                 | Letná, Praha                                                       |  |
| 18:00 | Václav Kadlec 10' | [ 18 ] | 21' Michael Krmenčík 39' Daniel Kolář 76' Lukáš Hejda 84' Milan Havel 90'+1' Patrik Hrošovský 90'+3' Martin Zeman | Diváci: 17 134 Rozhodčí: Radek Příhoda AR: Jiří Moláček, Jiří Kříž |  |
| Poznámky: AC Sparta Praha: Dúbravka – M. Kadlec, Štetina, Hovorka, Zahustel – Jo. Šural (54. Ben Chaim), Mavuba, Mareček (74. Sáček), Biabiany (62. Rosický) – Lafata (C), V. Kadlec. Trenér Stramaccioni FC Viktoria Plzeň: Kozáčik – Havel, Hájek, Hejda, Řezník – Hrošovský, Hořava – Kopic (71. Pilař), Kolář (C) (81. Bakoš), Petržela (64. Zeman) – Krmenčík. Trenér Vrba |                   |        | |                                                                    |  |

| 11 21. října 2017 | FK Jablonec                                               | 0 : 3  | AC Sparta Praha                                                                    | Stadion Střelnice, Jablonec nad Nisou                                    |  |
| 18:15 | Jakub Považanec 22' Stanislav Tecl 77' Ondřej Mihálik 87' | [ 19 ] | 3' Josef Šural 16' Josef Šural 18' David Hovorka 83' Josef Šural 88' Michal Kadlec | Diváci: 4 883 Rozhodčí: Petr Ardeleánu AR: Jaroslav Kubr, Miroslav Fišer |  |
| Poznámky: AC Sparta Praha: Dúbravka – M. Kadlec, Štetina, Hovorka, Zahustel – Sáček (86. Mareček), Mandjeck – Vătăjelu, Rosický (C) (73. Néstor), Jo. Šural – V. Kadlec (8. Biabiany). Trenér Stramaccioni FK Jablonec: V. Hrubý – Hanousek, Hübschman (C), Kysela, Janković – Jovović (83. Kouřil), Trávník, Považanec, Masopust – Tecl, Doležal (52. Mihálik). Trenér Klucký |                                                           |        |                                                                                    |                                                                          |  |

| 12 29. října 2017 | AC Sparta Praha | 3 : 2  | FC Baník Ostrava                                                                                    | Letná, Praha                                                             |  |
| 18:00 | Josef Šural 8' (pen.) Josef Šural 24' Costa 51' Ondřej Zahustel 52' Georges Mandjeck 56' Lukáš Mareček 78' Lukáš Štetina 80' | [ 20 ] | 10' Denis Granečný 35' Milan Baroš 55' Dyjan Carlos de Azevedo 66' Denis Granečný 82' Jakub Pokorný | Diváci: 9 125 Rozhodčí: Pavel Královec AR: Ivo Nádvorník, Martin Wilczek |  |
| Poznámky: AC Sparta Praha: Bičík – Costa, Štetina, Hovorka, Zahustel – Mandjeck (69. Mareček), Sáček – Vătăjelu (46. Janko), Rosický (C), Biabiany (75. Néstor) – Jo. Šural. Trenér Stramaccioni FC Baník Ostrava: Vašek – Morgan (86. Šašinka), Azackyj, Pokorný, Pazdera – R. Hrubý, Šindelář – Granečný, Azevedo, Sus (79. Stáňa) – Baroš (C) (76. Poznar). Trenér Kučera | |        | |                                                                          |  |

| 13 5. listopadu 2017 | FC Fastav Zlín                                                         | 2 : 2  | AC Sparta Praha                                                      | Letná, Zlín                                                           |  |
| 16:00 | Ubong Ekpai 15' Zoran Gajić 53' Ibrahim Traoré 78' Adnan Džafić 90'+1' | [ 21 ] | 24' Josef Šural 76' Martin Frýdek 78' Marc Janko 80' Bogdan Vătăjelu | Diváci: 5 492 Rozhodčí: Zbyněk Proske AR: Radek Kotík, Dušan Pospíšil |  |
| Poznámky: AC Sparta Praha: Dúbravka – Costa, Štetina, Hovorka, Karavajev – Frýdek, Mavuba – Vătăjelu (87. Mandjeck), Néstor (73. Sáček), Biabiany (73. Janko) – Jo. Šural (C). Trenér Stramaccioni FC Fastav Zlín: S. Dostál – Bartošák, Gajić, Bačo, Kopečný – Janíček (C) (65. Hnaníček) – Mehanović (78. Železník), Jiráček, Traoré, Ekpai (68. Džafić) – Diop. Trenér Páník |                                                                        |        |                                                                      |                                                                       |  |

| 14 17. listopadu 2017 | AC Sparta Praha                                   | 1 : 0  | FC Vysočina Jihlava | Letná, Praha                                                           |  |
| 15:00 | Václav Kadlec 4' Costa 77' Martin Dúbravka 90'+2' | [ 22 ] | 86' Jiří Klíma      | Diváci: 7 165 Rozhodčí: Miroslav Zelinka AR: Ondřej Pelikán, Jan Paták |  |
| Poznámky: AC Sparta Praha: Dúbravka – Costa, Štetina, Hovorka, Zahustel – Mavuba, Mareček – Vătăjelu (71. Biabiany), Frýdek (80. Lafata), V. Kadlec (C) (67. Néstor) – Jo. Šural. Trenér Stramaccioni FC Vysočina Jihlava: Hanuš – Keresteš, Kryštůfek, Tlustý, Fulnek – Vaculík (C) – Popović (60. Novotný), Zoubele (68. Urblík), Dvořák, Záviška (81. Klíma) – Ikaunieks. Trenér Kopecký |                                                   |        |                     |                                                                        |  |

| 15 26. listopadu 2017 | SK Sigma Olomouc                  | 1 : 0  | AC Sparta Praha                   | Andrův stadion, Olomouc                                                 |  |
| 18:00 | Tomáš Chorý 23' Martin Sladký 56' | [ 23 ] | 58' Josef Šural 83' Martin Frýdek | Diváci: 11 028 Rozhodčí: Pavel Královec AR: Martin Wilczek, Kamil Hájek |  |
| Poznámky: AC Sparta Praha: Dúbravka – Costa (73. Ben Chaim), Štetina, Hovorka, Zahustel – Mavuba (87. Biabiany), Sáček (64. Rosický) – Vătăjelu, Frýdek, V. Kadlec (C) – Jo. Šural. Trenér Stramaccioni SK Sigma Olomouc: M. Buchta – Vepřek (C), Jemelka, Radaković, Sladký – Falta (79. Hála), Kalvach, Houska, Zahradníček (87. Moulis) – Plšek – Chorý (90.+2. Texl). Trenér Jílek |                                   |        |                                   |                                                                         |  |

| 16 3. prosince 2017 | AC Sparta Praha                                                                       | 3 : 0  | FK Mladá Boleslav                                       | Letná, Praha                                                         |  |
| 18:00 | Eldar Ćivić 12' Ondřej Zahustel 16' Eldar Ćivić 22' Josef Šural 36' Martin Frýdek 39' | [ 24 ] | 20' Tomáš Fabián 50' Martin Jedlička 77' Lukáš Pauschek | Diváci: 6 234 Rozhodčí: Karel Hrubeš AR: Jiří Moláček, Milan Flimmel |  |
| Poznámky: AC Sparta Praha: Dúbravka – Ćivić, Štetina, Hovorka (89. Kaya), Zahustel – Mavuba, Plavšić – V. Kadlec (C) (62. Rosický), Vătăjelu (73. Ben Chaim), Frýdek – Jo. Šural. Trenér Stramaccioni FK Mladá Boleslav: Jedlička – Fabián (76. Novák), Chaluš, Stronati, Pauschek – J. Rada (89. Jánoš), Hubínek – Fleišman, Matějovský (C), Mingazov (46. Magera) – Přikryl. Trenér Čuhel |                                                                                       |        |                                                         |                                                                      |  |

| 17 18. února 2018 | AC Sparta Praha                               | 2 : 0  | FC Slovan Liberec                      | Letná, Praha                                                                                |  |
| 18:00 | Nicolae Stanciu 5' Guélor Kanga 90'+4' (pen.) | [ 25 ] | 14' Ondřej Karafiát 90' Miloš Bosančić | Diváci: 13 811 Rozhodčí: Petr Ardeleánu AR: Jiří Moláček, Martin Wilczek VAR: Radek Příhoda |  |
| Poznámky: AC Sparta Praha: Niță – Frýdek, Štetina, Hovorka, Zahustel – Mavuba – Vătăjelu (78. Plavšić), Stanciu (87. Kulhánek), Kanga, Ben Chaim (67. Lafata) – V. Kadlec (C). Trenér Stramaccioni FC Slovan Liberec: Hladký – Kerbr, Kačaraba, Karafiát, Coufal (C) – Mikula (58. Bosančić), Breite, Folprecht, Dorley – Potočný, Bartl (78. Voltr). Trenér Holoubek |                                               |        |                                        |                                                                                             |  |

| 18 24. února 2018 | 1. FC Slovácko                                                       | 1 : 1  | AC Sparta Praha                                                         | MFS Miroslava Valenty, Uherské Hradiště                                  |  |
| 16:30 | Josef Divíšek 20' Dominik Janošek 56' Tomáš Zajíc 70' Jakub Petr 80' | [ 26 ] | 47' Václav Kadlec 53' Václav Drchal 72' Srđan Plavšić 78' David Hovorka | Diváci: 4 820 Rozhodčí: Radek Příhoda AR: Jakub Hrabovský, Jaroslav Kubr |  |
| Poznámky: AC Sparta Praha: Niță – Frýdek, Hovorka, Kaya, Zahustel – Kanga, Kulhánek – Ben Chaim (63. Plavšić), Stanciu, V. Kadlec (C) (83. Mustedanagić) – Drchal. Trenér Stramaccioni 1. FC Slovácko: Heča – Divíšek, Břečka, Hofmann, Juroška – Daníček (C), Janošek – Petr, Sadílek (76. Machalík), Havlík (57. Navrátil) – Zajíc. Trenér Kordula |                                                                      |        |                                                                         |                                                                          |  |

| 19 4. března 2018 | AC Sparta Praha     | 1 : 1  | FC Zbrojovka Brno                                                                                          | Letná, Praha                                                         |  |
| 18:00 | Ondřej Zahustel 61' | [ 27 ] | 45' Ondřej Sukup 50' Martin Juhar 64' Ladislav Krejčí 66' Milan Lutonský 69' Lukáš Kryštůfek 71' Jan Polák | Diváci: 7 513 Rozhodčí: Ondřej Pechanec AR: Michal Myška, Adam Horák |  |
| Poznámky: AC Sparta Praha: Niță – M. Kadlec (57. Vătăjelu), Costa, Kaya, Zahustel – Kanga, Mavuba (81. Plavšić) – Ben Chaim, Stanciu, V. Kadlec (C) – Drchal (52. Lafata). Trenér Stramaccioni FC Zbrojovka Brno: Melichárek (C) – Lutonský, Kryštůfek, Pavlík, Sukup – Polák – Juhar (90. Vraštil), Krejčí, Kratochvíl (81. Sedlák), Acosta – Růsek (68. Bazelyuk). Trenér Pivarník |                     |        | |                                                                      |  |

| 20 10. března 2018 | MFK Karviná                                            | 1 : 1  | AC Sparta Praha                    | Městský stadion, Karviná                                              |  |
| 15:00 | Lukáš Budínský 33' Tomáš Wágner 87' Filip Panák 90'+3' | [ 28 ] | 24' Guélor Kanga 85' Martin Frýdek | Diváci: 4 833 Rozhodčí: Pavel Franěk AR: Zdeněk Arnošt, Radim Dresler |  |
| Poznámky: AC Sparta Praha: Niță – Frýdek, Costa, Hovorka, Zahustel – Kulhánek, Kanga – Ben Chaim (74. Vătăjelu), Stanciu (89. Ristić), V. Kadlec – Lafata (C) (64. Juliš). Trenér Hapal MFK Karviná: Le Giang – Eismann (C), Hošek, Dreksa, Čolić – Budínský, Janečka (71. Weber) – Kalabiška (54. Lingr), Panák, Voltr (65. Šisler) – Wágner. Trenér Mucha |                                                        |        |                                    |                                                                       |  |

| 21 17. března 2018 | AC Sparta Praha | 3 : 3  | SK Slavia Praha | Letná, Praha                                                                                               |  |
| 17:30 | Nicolae Stanciu 10' Tomáš Souček 31' (vl.) Nicolae Stanciu 43' David Lafata 55' Václav Kadlec 58' Srđan Plavšić 69' Josef Šural 84' Lukáš Štetina 90'+4' | [ 29 ] | 34' Danny 48' Jakub Hromada 69' Simon Deli 70' Miroslav Stoch 77' Jan Bořil 83' Simon Deli 90'+5' (pen.) Milan Škoda | Diváci: 17 034 Rozhodčí: Pavel Královec AR: Ivo Nádvorník, Kamil Hájek VAR: Miroslav Zelinka, Karel Hrubeš |  |
| Poznámky: 289. derby AC Sparta Praha: Niță – Frýdek, Costa, Štetina, Zahustel – Plavšić (90. M. Kadlec), Kulhánek, Stanciu, Kanga, V. Kadlec (83. Jo. Šural) – Lafata (C) (71. Sáček). Trenér Hapal SK Slavia Praha: Kolář – Bořil, Deli, Jugas, Frydrych (46. van Buren, 74. Tecl) – Sobol, Souček, Danny (46. Hromada), Hušbauer, Stoch – Mil. Škoda (C). Trenér Trpišovský | |        | | |  |

| 22 31. března 2018 | FK Teplice                              | 1 : 1  | AC Sparta Praha                         | Stadion Na Stínadlech, Teplice                                               |  |
| 18:00 | Admir Ljevaković 37' Marek Červenka 57' | [ 30 ] | 40' Nicolae Stanciu 45' Ondřej Zahustel | Diváci: 10 142 Rozhodčí: Emanuel Marek AR: Zdeněk Dobrovolný, Dušan Pospíšil |  |
| Poznámky: AC Sparta Praha: Niță – Frýdek (46. M. Kadlec), Costa, Štetina, Zahustel – Sáček, Kulhánek – Plavšić, Kanga, Stanciu (60. Ristić) – V. Kadlec (C) (75. Jo. Šural). Trenér Hapal FK Teplice: Diviš – Krob, Král, Jeřábek, Vondrášek – Kučera, Ljevaković (C) – Hora (90.+2. Shejbal), Trubač, Hyčka – Červenka (73. Vaněček). Trenér Šmejkal |                                         |        |                                         |                                                                              |  |

| 23 7. dubna 2018 | AC Sparta Praha                                                    | 3 : 0  | FK Dukla Praha                                                | Letná, Praha                                                            |  |
| 15:00 | Josef Šural 3' Srđan Plavšić 14' Josef Šural 80' Jiří Kulhánek 88' | [ 31 ] | 22' Lukáš Holík 51' Frederik Bilovský 84' Branislav Milošević | Diváci: 11 123 Rozhodčí: Pavel Julínek AR: Ondřej Pelikán, Zdeněk Koval |  |
| Poznámky: AC Sparta Praha: Niță – Vătăjelu, Štetina, Hovorka, Zahustel – Plavšić, Kanga, Kulhánek, Stanciu (81. Sáček) – Jo. Šural (C) (85. Lafata), V. Kadlec (46. Ben Chaim). Trenér Hapal FK Dukla Praha: F. Rada (C) – Milošević, Bezpalec, Ostojić, Kušnír – Bílovský – Podaný, Douděra, Brandner, Holík (81. Doumbia) – Schranz (78. Djuranović). Trenér Hynek |                                                                    |        |                                                               |                                                                         |  |

| 24 15. dubna 2018 | FC Viktoria Plzeň                                                                        | 2 : 2  | AC Sparta Praha                                                                                          | Doosan Arena, Plzeň                                                 |  |
| 18:00 | Radim Řezník 30' Michael Krmenčík 31' Tomáš Hořava 52' Radim Řezník 77' Roman Hubník 82' | [ 32 ] | 9' Václav Kadlec 12' Srđan Plavšić 28' Lukáš Štetina 31' Florin Niță 47' Martin Frýdek 66' David Hovorka | Diváci: 11 623 Rozhodčí: Zbyněk Proske AR: Jan Paták, Jaroslav Kubr |  |
| Poznámky: AC Sparta Praha: Niță – Frýdek, Štetina, Hovorka, Zahustel – Kulhánek – Plavšić (90. Sáček), Kanga, Stanciu, V. Kadlec (75. Biabiany) – Jo. Šural (C) (87. Lafata). Trenér Hapal FC Viktoria Plzeň: Kozáčik – Limberský, Řezník, Hubník (C), Havel – Hrošovský, Hořava – Kopic, Kolář (46. Bakoš), Petržela (28. Zeman) – Krmenčík (76. Chorý). Trenér Vrba |                                                                                          |        | |                                                                     |  |

| 25 20. dubna 2018 | AC Sparta Praha                                                             | 2 : 0  | FK Jablonec                                                | Letná, Praha                                                            |  |
| 20:15 | Nicolae Stanciu 32' Srđan Plavšić 40' Václav Kadlec 62' Guélor Kanga 90'+2' | [ 33 ] | 31' Tomáš Holeš 87' Vojtěch Kubista 90'+1' Jaroslav Zelený | Diváci: 12 289 Rozhodčí: Karel Hrubeš AR: Tomáš Mokrusch, Zdeněk Arnošt |  |
| Poznámky: AC Sparta Praha: Niță – Frýdek, Štetina, Kaya, Zahustel – Kanga, Kulhánek – Plavšić, Stanciu (84. Vătăjelu), V. Kadlec (73. Sáček) – Jo. Šural (C) (90. Lafata). Trenér Hapal FK Jablonec: V. Hrubý – Zelený, Lischka, Pernica (C), Holeš – Jovović (68. Hübschman), Trávník (84. Považanec), Kubista, Masopust – Doležal, Chramosta (67. Hanousek). Trenér Rada |                                                                             |        |                                                            |                                                                         |  |

| 26 28. dubna 2018 | FC Baník Ostrava                                                                                         | 3 : 2  | AC Sparta Praha                                                                  | Městský stadion, Ostrava                                              |  |
| 15:00 | Martin Šindelář 22' Marek Hlinka 51' Martin Šindelář 55' Petr Breda 63' Milan Baroš 86' Marek Hlinka 90' | [ 34 ] | 28' (pen.) Guélor Kanga 45'+3' Jiří Kulhánek 49' Lukáš Štetina 60' Václav Kadlec | Diváci: 15 020 Rozhodčí: Emanuel Marek AR: Ondřej Pelikán, Adam Horák |  |
| Poznámky: AC Sparta Praha: Niță – Frýdek, Štetina, Kaya (46. Hovorka), Zahustel – Kulhánek – Plavšić (86. Vătăjelu), Kanga, Stanciu (58. Ben Chaim), V. Kadlec – Jo. Šural (C). Trenér Hapal FC Baník Ostrava: Laštůvka – Fleišman (67. Granečný), Šindelář, Azackyj, Breda – Azevedo, Hlinka, R. Hrubý, Fillo – Poznar (72. Diop), Baroš (C) (90. Psyche). Trenér Páník | |        |                                                                                  |                                                                       |  |

| 27 4. května 2018 | AC Sparta Praha                                                            | 2 : 1  | FC Fastav Zlín                                     | Letná, Praha                                                             |  |
| 19:15 | Nicolae Stanciu 20' Nicolae Stanciu 50' David Lafata 59' Srđan Plavšić 77' | [ 35 ] | 36' Ibrahim Traoré 61' Ondřej Bačo 78' Ubong Ekpai | Diváci: 9 437 Rozhodčí: Marek Nenadál AR: Kamil Hájek, Zdeněk Dobrovolný |  |
| Poznámky: AC Sparta Praha: Niță – Frýdek (46. Costa), Štetina, Kaya, Zahustel – Plavšić (90. Vătăjelu), Kanga, Kulhánek, Stanciu – Jo. Šural (C), Drchal (32. Lafata). Trenér Hapal FC Fastav Zlín: S. Dostál – Bartošák, Gajić, Bijimine, Bačo – Matejov (68. Džafić), Traoré, Jiráček (C) (84. Železník), Ekpai – Mehanović (68. Hronek) – Beauguel. Trenér Petržela |                                                                            |        |                                                    |                                                                          |  |

| 28 11. května 2018 | FC Vysočina Jihlava | 0 : 1  | AC Sparta Praha                   | Stadion v Jiráskově ulici, Jihlava                                |  |
| 15:00 | Vladislav Levin 64' | [ 36 ] | 81' Guélor Kanga 82' Guélor Kanga | Diváci: 4 500 Rozhodčí: Ondřej Berka AR: Radek Kotík, Petr Blažej |  |
| Poznámky: AC Sparta Praha: Niță – Costa, Štetina, Kaya, Zahustel – Plavšić (87. Vătăjelu), Kulhánek, Kanga, Stanciu (90.+1. Sáček) – Jo. Šural (C), V. Kadlec (43. Lafata). Trenér Hapal FC Vysočina Jihlava: Rakovan – Schumacher, Štěpánek, P. Buchta, Vaculík (C) (78. Popović) – Mara – Zoubele (73. Keresteš), Dvořák, Urblík (59. Levin), Fulnek – Ikaunieks. Trenér Svědík |                     |        |                                   |                                                                   |  |

| 29 19. května 2018 | AC Sparta Praha                                     | 1 : 0  | SK Sigma Olomouc                                       | Letná, Praha                                                        |  |
| 16:00 | Josef Šural 46' Srđan Plavšić 59' Lukáš Štetina 74' | [ 37 ] | 30' Michal Vepřek 38' Michal Vepřek 80' Václav Jemelka | Diváci: 14 297 Rozhodčí: Radek Příhoda AR: Jan Paták, Jaroslav Kubr |  |
| Poznámky: AC Sparta Praha: Niță – Frýdek, Costa, Štetina, Zahustel – Kanga, Kulhánek – Ben Chaim (65. Vătăjelu), Stanciu (60. Lafata), Plavšić (86. Sáček) – Jo. Šural (C). Trenér Hapal SK Sigma Olomouc: M. Buchta – Vepřek (C), Jemelka, Radaković, Hála – Falta, Kalvach, Plšek (74. Moulis), Houska, Zahradníček (62. Manzia) – Řezníček (46. Texl). Trenér Jílek |                                                     |        |                                                        |                                                                     |  |

| 30 26. května 2018 | Bohemians Praha 1905 | 0 : 0  | AC Sparta Praha                   | Ďolíček, Praha                                                             |  |
| 16:00 |                      | [ 38 ] | 61' Martin Frýdek 83' Josef Šural | Diváci: 4 970 Rozhodčí: Pavel Franěk AR: Tomáš Mokrusch, Stanislav Pochylý |  |
| Poznámky: AC Sparta Praha: Niță – Frýdek, Costa, Hovorka, Zahustel (46. Sáček) – Vătăjelu (81. Lafata), Stanciu, Kanga, Kulhánek, Ben Chaim (64. Mustedanagić) – Jo. Šural (C). Trenér Hapal Bohemians Praha 1905: Fryšták – Hůlka, Šmíd, Bederka, M. Dostál – Bartek (86. Záviška), Hašek ml., Jindřišek (C), Vaníček – Mašek – Tetteh (69. Kabajev). Trenér Hašek st. |                      |        |                                   |                                                                            |  |

### Tabulka
| Poř. | Tým                  | Z  | V  | R  | P  | VG | OG | B  |
| ---- | -------------------- | -- | -- | -- | -- | -- | -- | -- |
| 3.   | FK Jablonec          | 30 | 16 | 8  | 6  | 49 | 27 | 56 |
| 4.   | SK Sigma Olomouc     | 30 | 15 | 10 | 5  | 41 | 22 | 55 |
| 5.   | AC Sparta Praha      | 30 | 14 | 11 | 5  | 43 | 25 | 53 |
| 6.   | FC Slovan Liberec    | 30 | 13 | 7  | 10 | 37 | 35 | 46 |
| 7.   | Bohemians Praha 1905 | 30 | 9  | 11 | 10 | 30 | 29 | 38 |

|  | Postup do základní skupiny Evropské ligy UEFA 2018/19 |
|  | Postup do 3. předkola Evropské ligy UEFA 2018/19      |
|  | Postup do 2. předkola Evropské ligy UEFA 2018/19      |

## Pohár
| 3. kolo 20. září 2017 | 1. SC Znojmo FK                    | 0 : 1 | AC Sparta Praha                                                                                    | Městský stadion v Horním parku, Znojmo |  |
| 18:15 | Tomáš Cihlář 11' Antonín Růsek 29' |       | 26' Bogdan Vătăjelu 27' Michal Sáček 71' Georges Mandjeck 88' Lukáš Mareček 90'+2' Martin Dúbravka | Diváci: 3 100 Rozhodčí: Emanuel Marek  |  |
| Poznámky: AC Sparta Praha: Dúbravka – Ćivić, Štetina, Mareček, Karavajev – Mavuba (68. Biabiany), Sáček – Vătăjelu (82. Zahustel), Plavšić (62. Mandjeck), Šural (C) – V. Kadlec. Trenér Stramaccioni 1. FC Znojmo FK: Veselý – Cihlář (C), Mezlík, Svozil, Helísek – Lacko, Mešaninov – Javůrek (76. Štrombach), Šamánek (84. Njire), Teplý – Růsek (62. Hladík). Trenér Balcárek |                                    |       | |                                        |  |

| Osmifinále 25. října 2017 | AC Sparta Praha | 2 : 2 (2 : 4 pen) | FC Baník Ostrava | Letná, Praha                            |  |
| 17:00 | Rio Mavuba 20' Marc Janko 77' Marc Janko 80' Michal Sáček 104' Josef Šural 108' Josef Šural Marc Janko Néstor Albiach Roger Vjačeslav Karavajev |                   | 15' Jean-Pierre Morgan 35' Martin Šindelář 37' Robert Hrubý 82' Bronislav Stáňa 90'+2' Martin Šustr 91' Jakub Pokorný 93' Oleksandr Azackyj 116' Oleksandr Azackyj 119' Ondřej Šašinka 120'+1' Jakub Šašinka Lukáš Pazdera Robert Hrubý Jakub Šašinka Ondřej Šašinka | Diváci: 4 213 Rozhodčí: Ondřej Pechanec |  |
| Poznámky: AC Sparta Praha: Dúbravka – M. Kadlec, Štetina, Hovorka, Karavajev – Mavuba (67. Janko), Mareček – Vătăjelu, Lafata (C), Ben Chaim (45.+1. Néstor) – Šural. Trenér Stramaccioni FC Baník Ostrava: Šustr – Granečný, Pokorný, Šindelář, Pazdera – R. Hrubý (C), Azackyj – Morgan, Azevedo (113. O. Šašinka), Sus (71. Stáňa) – Poznar (84. J. Šašinka). Trenér Kučera | |                   | |                                         |  |

## Evropská liga

### 3. předkolo
| 1. zápas 27. července 2017 | FK Crvena Zvezda                                                           | 2 : 0  | AC Sparta Praha     | Stadion Rajko Mitić, Bělehrad                                            |  |
| 20:30 | Richmond Boakye 13' Damien Le Tallec 62' Guélor Kanga 65' Guélor Kanga 66' | [ 39 ] | 51' Bogdan Vătăjelu | Diváci: 32 816 Rozhodčí: Sergej Lapočkin AR: Alexej Lebeděv, Andrej Glot |  |
| Poznámky: AC Sparta Praha: Dúbravka – Vătăjelu (46. Ćivić), Štetina, Kaya, Karavajev – Frýdek, Mareček (C), Mandjeck – Juliš (46. Lafata), Janko, Plavšić (77. Plavšić). Trenér Stramaccioni FK Crvena Zvezda: Borjan – Rodić, Le Tallec, Savić, Stojković – Donald (C), Jovičić – Ricardinho (61. Radonjić), Kanga, Milić (74. Gobeljić) – Boakye (87. Pešić). Trenér Milojević |                                                                            |        |                     |                                                                          |  |

| Odveta 3. srpna 2017 | AC Sparta Praha      | 0 : 1  | FK Crvena Zvezda                                         | Letná, Praha                                                                 |  |
| 19:00 | Georges Mandjeck 59' | [ 40 ] | 19' Richmond Boakye 75' Milan Borjan 80' Richmond Boakye | Diváci: 16 808 Rozhodčí: Tony Chapron AR: Fréderic Haquette, Alexandre Viala |  |
| Poznámky: AC Sparta Praha: Dúbravka – M. Kadlec (C), Mareček, Štetina, Karavajev – Mandjeck, Mavuba (66. Rosický) – Frýdek, Plavšić, V. Kadlec (46. Ben Chaim) – Janko (61. Lafata). Trenér Stramaccioni FK Crvena Zvezda: Borjan – Rodić, Le Tallec, Savić, Stojković – Donald (C), Jovičić – Srnić (70. Radonjić), Kanga, Milić (90. Gobeljić) – Boakye (80. Pešić). Trenér Milojević |                      |        |                                                          |                                                                              |  |

- Celkem 0:3, postupuje  FK Crvena Zvezda →  AC Sparta Praha končí

## Osudy Stramaccioniho posil
Stramaccioniho projekt internacionalizace a nákupu hvězdných hráčů s vysokými platy se příliš nezdařil, což sám trenér odnesl brzkým propuštěním. Až na výjimky nebyli hráči spojováni s jeho jménem oblíbení, jelikož výška platů neodpovídala jejich výkonům.
| Hráč                | Poz. | Věk | Sparta                     | Osud |
| ------------------- | ---- | --- | -------------------------- | --- |
| Vukadin Vukadinović | Ú    | 28  | 11 zápasů, 1 gól           | Sezonu 17/18 odehrál na hostování ve Zlíně, sezonu 18/19 v tureckém Bolusporu a před sezonou 19/20 přestoupil do Karviné. |
| Srđan Plavšić       | Ú    | 22  | 90 zápasů, 9 gólů          | Jeden ze stabilních členů sparťanské sestavy i po odchodu Stramaccioniho. |
| Eldar Ćivić         | O    | 22  | 28 zápasů, 1 gól           | Na jaře 2018 hostoval ve slovenské Trnavě, před sezonou 19/20 přestoupil do maďarského Ferencvárosi TC. |
| Lukáš Štetina       | O    | 26  | 70 zápasů, 3 góly          | Jeden z členů sparťanské sestavy, v roce 2020 podepsal novou smlouvu. |
| Martin Dúbravka     | B    | 29  | 15 zápasů, 7 čistých kont  | Už po půl roce si ho vyhlédl Newcastle United FC hrající anglickou Premier League, kde se stal stabilní brankářskou jedničkou. |
| Marc Janko          | Ú    | 35  | 8 zápasů, 2 góly           | Pověst zabijáka nepotvrdil, po půl roce odešel do švýcarského Lugana, kde ukončil kariéru. |
| Tal Ben Chaim       | Ú    | 28  | 24 zápasů, 0 gólů          | Hvězda izraelské ligy, nejdražší posila historie. Ani jedno ale nepotvrdil, stále se potýkal s dlouhodobými zraněními. V roce 2020 se se Spartou dohodl na předčasném ukončení smlouvy. Poté jako volný hráč podepsal s Maccabi Tel Aviv FC.                         |
| Semih Kaya          | O    | 27  | 33 zápasů, 2 góly          | Nejlépe placený hráč ligy, pro což byl i mezi fanoušky kritizován. Půl roku odehrál na hostování v Galatasarayi. Po konci sezony 19/20 se Spartou neprodloužil smlouvu a jako volný hráč podepsal s Yeni Malatyasporem.                                              |
| Georges Mandjeck    | Z    | 29  | 31 zápasů, 0 gólů          | Jaro 2018 odehrál na hostování v Métách, sezonu 18/19 v Izraeli. Po sezoně 19/20 se Spartou neprodloužil smlouvu a jako volný hráč podepsal s Waasland-Beverenem. |
| Rio Mavuba          | Z    | 34  | 14 zápasů, 0 gólů          | Hráč se zkušenostmi z Francie a Španělska příliš neoslnil. Po půl roce ukončil hráčskou kariéru. |
| Jonathan Biabiany   | Ú    | 30  | 16 zápasů, 0 gólů          | Přišel na hostování z Interu Milán. Během zimní přestávky byl postaven mimo tréninkovou skupinu, za což se se Spartou soudil. |
| Florin Niță         | B    | 30  | 75 zápasů, 30 čistých kont | Po odchodu Dúbravky do Anglie jasnou brankářskou jedničkou, po příchodu Heči pozici ztratil. V sezoně 2020/21 se opět stal jedničkou, oslňoval skvělými výkony, kterými si vybojoval možnost prodloužení smlouvy. Jeden z nejoblíbenějších cizinců v historii klubu. |
| Nicolae Stanciu     | Z    | 25  | 34 zápasů, 10 gólů         | Ve Spartě hrál přesně rok, ke konci působení nesl i kapitánskou pásku. V lednu 2019 odešel do Al Ahli. Po půl roce se vrátil do Česka, zamířil ale k rivalovi ze Slavie a stal se nepřítelem sparťanských fanoušků.                                                  |
| Guélor Kanga        | Z    | 27  | 81 zápasů, 31 gólů         | Kontroverzní hráč, stabilní člen základní sestavy. Po sezoně 19/20 se i přes dlouhá jednání nedohodl na prodloužení smlouvy a vrátil se do CZ Bělehrad. |
| Mihailo Ristić      | Z    | 22  | 4 zápasy, 0 gólů           | Přišel na hostování z Krasnodaru, ve Spartě ale šanci nedostal. Krátce po návratu do Ruska přestoupil do francouzského prvoligového Montpellier HSC. |